# 卡尔·夏皮罗
卡尔·杰伊·夏皮罗（1913年11月10日 - 2000年5月14日）是一位美国诗人，曾在约翰·霍普金斯大学就讀。 第二次世界大战期间，夏皮罗是太平洋战区的一位美国陆军文員。1945年，他獲得普利策诗歌奖。 